# تشارلز داف
تشارلز داف (بالإنجليزية: Charles Duff)‏ (21 أبريل 1794 - 1848) هو لاعب كريكت بريطاني (وحمل سابقاً جنسية المملكة المتحدة لبريطانيا العظمى وأيرلندا ومملكة بريطانيا العظمى).